# Malvern (Alabama)
Pour les articles homonymes, voir Malvern.
Malvern est une ville du comté de Geneva en Alabama, aux États-Unis.

## Démographie
| 1910 | 1920 | 1930 | 1940 | 1950 | 1960 |
| ---- | ---- | ---- | ---- | ---- | ---- |
| 173  | 221  | 207  | 190  | 196  | 213  |

| 1970 | 1980 | 1990 | 2000  | 2010  | - |
| ---- | ---- | ---- | ----- | ----- | - |
| 227  | 558  | 570  | 1 215 | 1 448 | - |